# Kwatay
Le kwatay (ou kuwaataay) est une langue africaine apparentée au diola, principalement parlée dans le sud du Sénégal, en Casamance.
Elle fait partie des langues bak, un sous-groupe des langues atlantiques du nord, au sein de la grande famille des langues nigéro-congolaises.

## Population
On le parle en Casamance, à Diembéring, Bouyouye, Nyikine, Boucott Diola et dans quelques villages côtiers au sud de l'embouchure du fleuve Casamance, ainsi qu'à Dakar.
En 2002 on dénombrait 5 625 locuteurs.

## Écriture
| A a | Aa aa | B b | D d | E e   | Ee ee | F f | G g | H h | I i   | Ii ii | J j | K k | L l | M m |
| N n | Ñ ñ   | Ŋ ŋ | O o | Oo oo | R r   | S s | T t | U u | Uu uu | W w   | Y y |     |     |     |